# Universiteti i Arteve
Universiteti i Arteve (svenska: konstuniversitetet), tidigare känt som Akademia e Arteve (konstakademien) är huvudinstitutionen som erbjuder högre utbildning konst i Albanien.

## Historia
Universiteti i Arteve grundades år 1966 som Instituti i Lartë i Arteve (ILA) och bestod då av tre huvudsakliga institutioner: Konservatorin Shtetëror të Tiranës (Tiranas statliga konservatorium), Shkollën e Arteve të Bukura (skolan för finare konst) och Shkollën e Lartë të Aktorëve ”Aleksandër Moisiu” (högre teaterskolan "Aleksandër Moisiu"). 1991 nådde institutet universitetsnivå och döptes om till Akademia e Arteve (konstakademien). 23 mars 2011 bytte man officiellt namn till Universiteti i Arteve.

## Nutid
Idag består Universiteti i Arteve av tre institutioner: Fakultetin e Muzikës (musikfakulteten), Fakultetin e Arteve të Bukura (fakulteten för finare konst) samt Fakultetin e Artit Skenik (fakulteten för scenkonst). 

## Alumner
- Inva Mula (opera)
- Ermonela Jaho (opera)
- Altin Kaftira (balett)
- Anbeta Toromani (balett)
- Kledi Kadiu (balett)
- Ilir Shaqiri (balett)
- Timo Flloko (skådespeleri)
- Ndriçim Xhepa (skådespeleri)
- Laert Vasili (skådespeleri)
- Nik Xhelilaj (skådespeleri)
- Vénera Kastrati (kontemporärt artisteri)
- Odise Lakuriqi (måleri)
- Angjelin Preljoçaj (balett)
- Eda Zari (sång)